# Base Profesor Julio Escudero
La base “Profesor Julio Escudero” depende del Instituto Antártico Chileno (INACH) y fue inaugurada el 5 de febrero de 1994. Su construcción fue posible gracias al apoyo del Gobierno Regional de Magallanes y de la Antártica Chilena. Es la principal base científica de Chile en la Antártica. Actualmente, permite obtener conocimiento científico en áreas como cambio climático, ecología, geología, física espacial, estudios medioambientales, biología marina y paleontología. Sus instalaciones, así como los espacios de trabajo, la posicionan como líder en su tipo.
Está ubicada en la isla Rey Jorge, península Fildes, latitud 62° 12’ 57” S y longitud 58° 57’ 35” O. Posee un área de 1.628 m²  y se encuentra a 10 metros sobre el nivel del mar y 1 km al sudoeste de la base “Presidente Eduardo Frei Montalva”.

## Toponimia
Su nombre se le asignó mediante la Ley 19.462 (19 de julio de 1996), en memoria del destacado abogado Julio Escudero Guzmán (1903-1984), quien fue profesor de la Universidad de Chile y principal artífice de los estudios que se hicieron para respaldar jurídicamente la legitimidad de la posesión, por parte de Chile, de lo que hoy conocemos como Territorio Chileno Antártico, gracias al Decreto Supremo del Ministerio de Relaciones Exteriores N.º 1.747, en 1940. También colaboró en la redacción del Tratado Antártico de 1959.

Ubicación Base Profesor Julio Escudero

## Historia
Desde la década del ochenta, INACH poseía en la península Fildes, en las cercanías de la base “Presidente Eduardo Frei Montalva”, tres laboratorios en los cuales trabajaban diferentes científicos llevados por el Instituto y siendo ocupado uno de ellos por el Proyecto de Estación Ionosférica por muchos años.
Posteriormente, a fines del año 1994, se iniciaron trabajos con el objeto de levantar, con apoyo del Gobierno Regional de Magallanes y de la Antártica Chilena, un módulo habitacional, con sala de motores y generadores, para dar origen a la base “Profesor Julio Escudero”, inaugurada oficialmente el 5 de febrero de 1995 con una ceremonia presidida por el director del INACH, Embajador Óscar Pinochet de la Barra a la cual asistieron las autoridades presentes en la zona.
La base quedó estructurada en un módulo habitacional, con capacidad para albergar a 12 personas, más laboratorios, un módulo sanitario y otro destinado a bodega
El año 1996 fue el primero de funcionamiento como base propiamente tal y estuvo abierta durante todo el periodo estival. Se implementó la base con una nueva planta de tratamiento aguas servidas y se uniformó la pintura de laboratorios y los diferente módulos.
La primera dotación de la base estuvo compuesta por el Sr. Sebastián de la Carrera Díaz, Jefe de la Base; Sra. Mónica Santana Reyes, Secretaria; y el Ingeniero Sr. Jorge Oyarzún Urzúa, quien se desempeñó como Inspector Fiscal. La base fue cerrada en marzo de 1996, aunque luego, esporádicamente, se abrió en el curso del año para comprobar su funcionamiento y estado.
Para la XXXIII Expedición Científica Antártica (ECA), en enero de 1997, las instalaciones fueron nuevamente abiertas. En ese mismo período se continuó con las obras de ampliación de la base, la cual consistió en construir dos módulos más, uno para albergar 12 científicos y el otro como oficina del Jefe de Base, sala de reuniones, sala de secretaría y con disponibilidad para tres laboratorios. Los antiguos módulos de laboratorios fueron trasladados hacia el sector poniente de la base.
Desde el año 205 la base es de temporalidad permanente y cuenta con capacidad para albergar a 60 personas, con personal INACH durante todo el año. 

## Instalaciones
En cuanto a equipamiento científico, dispone de un laboratorio húmedo, un laboratorio multiuso, un laboratorio de microbiología y biología molecular básica, una sala equipada con cámara de frío, una zona de trabajo de buzos y los implementos científicos adecuados. Además, de equipamiento logístico acorde a las condiciones geográficas y climáticas de la zona.
Cuenta con radio VHF, equipos VHF portátiles, telefonía e internet para la comunicación y zodiac y automóvil como medios de transporte. Además, operan desde esta base la lanchas Isabel y Karpuj, ambas de INACH.

## Proyección a futuro
La Dirección de Presupuestos del Ministerio de Hacienda autorizó para el 2019 un monto de $483 millones para iniciar el plan de renovación de tres bases: “Profesor Julio Escudero” (en bahía Fildes, isla Rey Jorge), “Yelcho” (en isla Doumer) y “Carvajal” (en bahía Margarita). Para el proyecto se estima un plazo de 6 años, ya que se requiere un trabajo coordinado de diferentes instituciones. Por ello, se firmó un convenio de colaboración entre el Instituto Antártico y la Dirección de Arquitectura del Ministerio de Obras Públicas, para el apoyo técnico en el desarrollo de la arquitectura, estructura y especialidades.